# Aeropuerto Nacional de Cuajinicuilapa
El Aeropuerto Nacional de Cuajinicuilapa (Código OACI: MM29 - Código DGAC: CJP) (oficialmente Ta Lo De Soto) es un pequeño aeropuerto o aeródromo privado al sureste de la ciudad de Cuajinicuilapa, Guerrero, México. Además de encontrarse en la Carretera Federal 200, el aeropuerto es utilizado principalmente por la aviación general, ya que actualmente no existen compañías aéreas nacionales que operen en el aeropuerto.

## Historia
Fue construido en los años 70 por parte del gobierno federal con fines de satisfaser la demanda de una pista de aterrizaje para el entonces medio de transporte por avioneta que había en la región, posteriormente fue pavimentado y puesto a disposición general y actualmente está siendo administrado por la Fuerza Militar Nacional de México, mediante el 48.º Batallón de Infantería, con sub-sede en Cuajinicuilapa.